# Vízesések listája magasságuk alapján
A világ legmagasabb vízeséseinek listája.

| Sorszám | Vízesés                     | Magasság | Elhelyezkedés                                             | Kép |
| ------- | --------------------------- | -------- | --------------------------------------------------------- | --- |
| 1       | Angel-vízesés               | 979 m    | Canaima Nemzeti Park, Venezuela, Bolívar szövetségi állam |     |
| 2       | Tugela-vízesés              | 948 m    | Dél-afrikai Köztársaság, KwaZulu-Natal                    |     |
| 3       | Cataratas las Tres Hermanas | 914 m    | Peru, Ayacucho megye                                      |     |
| 4       | Olo'upena-vízesés           | 900 m    | Hawaii, Molokai                                           |     |
| 5       | Yumbilla-vízesés            | 896 m    | Peru, Amazonas megye                                      |     |
| 6       | Vinnufossen                 | 860 m    | Norvégia, Møre og Romsdal megye                           |     |
| 7       | Balåifossen                 | 850 m    | Norvégia, Hordaland megye                                 |     |
| 8       | Pu'uka'oku Falls            | 840 m    | USA, Hawaii                                               |     |
| 9       | James Bruce-vízesés         | 840 m    | Kanada, Brit Columbia                                     |     |
| 10      | Browne-vízesés              | 836 m    | Új-Zéland, Déli-sziget, Doubtful Sound                    |     |
| 11      | Strupenfossen               | 820 m    | Norvégia, Sogn og Fjordane megye                          |     |
| 12      | Ramnefjellsfossen           | 818 m    | Norvégia, Sogn og Fjordane megye                          |     |
| 13      | Waihilau-vízesés            | 792 m    | USA, Hawaii                                               |     |
| 14      | Colonial Creek vízesés      | 788 m    | USA, Washington állam                                     |     |
| 15      | Mongefossen                 | 773 m    | Norvégia, Møre og Romsdal megye                           |     |
| 16      | Gocta-vízesés               | 771 m    | Peru, Amazonas megye                                      |     |
| 17      | Mutarazi-vízesés            | 762 m    | Zimbabwe, Manicaland                                      |     |
| 18      | Kjelfossen                  | 755 m    | Norvégia, Sogn og Fjordane megye                          |     |
| 19      | Johannesburg-vízesés        | 751 m    | USA, Washington állam                                     |     |
| 20      | Yosemite-vízesés            | 739 m    | USA, Kalifornia                                           |     |
| 21      | Trou de Fer-vízesés         | 725 m    | Réunion, Salazie                                          |     |
| 22      | Ølmåafossen                 | 720 m    | Norvégia, Møre og Romsdal megye                           |     |
| 23      | Mana'wai'nui-vízesés        | 719 m    | USA, Hawaii                                               |     |
| 24      | Kjeragfossen                | 715 m    | Norvégia, Rogaland megye                                  |     |
| 25      | Avalanche Basin vízesés     | 707 m    | USA, Montana                                              |     |
| 26      | Harrison Basin vízesés      | 707 m    | USA, Montana                                              |     |
| 27      | Haloku-vízesés              | 700 m    | USA, Hawaii                                               |     |
| 28      | Lake Chamberlain vízesés    | 700 m    | Új-Zéland, Déli sziget                                    |     |
| 29      | Alfred Creek vízesés        | 700 m    | Kanada, Brit Columbia                                     |     |
| 30      | Døntefossen                 | 700 m    | Norvégia, Møre og Romsdal megye                           |     |
| 31      | Brufossen                   | 698 m    | Norvégia, Hordaland megye                                 |     |
| 32      | Spirefossen                 | 690 m    | Norvégia, Sogn og Fjordane megye                          |     |
| 33      | Lake Unknown vízesés        | 680 m    | Új-Zéland, Déli sziget                                    |     |
| 34      | Kukenaam, Salto             | 674 m    | Venezuela, Bolívar szövetségi állam                       |     |
| 35      | Yutaj, Salto                | 671 m    | Amazonas szövetségi állam, Venezuela                      |     |